# William Colenso
 (septembre 2022).
Si vous disposez d'ouvrages ou d'articles de référence ou si vous connaissez des sites web de qualité traitant du thème abordé ici, merci de compléter l'article en donnant les références utiles à sa vérifiabilité et en les liant à la section « Notes et références ».
William Colenso est (né à Penzance en Cornouailles le 7 novembre 1811 – 10 février 1899) est un missionnaire cornique, imprimeur et botaniste et explorateur.

## Biographie
Cousin de John William Colenso, il est engagé comme apprenti imprimeur.
À partir de 1834, il voyage en Nouvelle-Zélande pour la Church Mission Society en tant qu'imprimeur missionnaire. Il a eu la charge d'imprimer le Traité de Waitangi et une traduction du Nouveau Testament en maori. De 1838 à 1844, il explore l'île du Nord. Il relève le cours du Waikato en 1841-1842
Passionné de botanique, il transmet aux Jardins botaniques royaux de Kew en Angleterre un grand nombre de plantes non encore répertoriées.
Sa réputation et son espoir de se faire ordonner pasteur se trouvent compromis lorsque la puritaine société coloniale, son église, et la société maori découvrent qu'il a un fils avec la bonne maori de sa femme, facteur aggravant celle-ci était déjà mariée. Elizabeth Fairburn Colenso, après plusieurs années de mariage difficiles et deux enfants, le quitte en 1853. Il s'isole et continue à effectuer des recherches. Après quelques années, il s'investit à partir de 1858 dans la politique locale à Napier.
En 1866, il est le premier résident de Nouvelle-Zélande à être admis à la Royal Society. À partir de 1875 il est nommé inspecteur d'école. Il meurt en 1899.
Il a écrit plusieurs livres et a contribué à plus de cent articles dans diverses revues scientifiques.